# Ganbare Goemon: Tengu-tō no Gyakushū!
Ganbare Goemon: Tengu-tō no Gyakushū! (がんばれゴエモン〜天狗党の逆襲〜?) es un videojuego de rol de la saga Ganbare Goemon publicado para Game Boy Color el 14 de enero de 1999.